# Плоушовиці
Плоушовиці (пол. Płouszowice) — село в Польщі, у гміні Ясткув Люблінського повіту Люблінського воєводства.
Населення — 269 осіб (2011).

## Демографія
Демографічна структура станом на 31 березня 2011 року:
|          | Загалом | Допрацездатний вік | Працездатний вік | Постпрацездатний вік |
| -------- | ------- | ------------------ | ---------------- | -------------------- |
| Чоловіки | 128     | 30                 | 83               | 15                   |
| Жінки    | 141     | 28                 | 85               | 28                   |
| Разом    | 269     | 58                 | 168              | 43                   |